# エルンスト・ギデオン・フォン・ラウドン

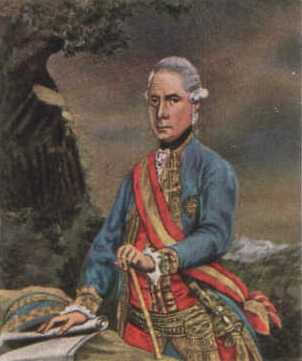

エルンスト・ギデオン・フォン・ラウドン (ドイツ語: Ernst Gideon von Laudon、1717年2月2日 - 1790年7月14日) は、オーストリアに仕えたバルト・ドイツ人の貴族、軍人。元帥となり、また男爵位を得た。フランス革命戦争時代に活躍したヨーハン・ルートヴィヒ・アレクシス・フォン・ラウドンは甥である。

## 概歴

### 無名時代
ラウドンは現在のラトビアに生まれた。ラウドン家はもともとはスコットランドを発祥とし、15世紀にこの地方に入植してきた家であった。ラウドンの父はかつてスウェーデン軍に所属していたこともあったが、大北方戦争でバルト地方の支配者がロシア帝国に変わったことから、ラウドンはロシア軍に入った。ポーランド継承戦争や露土戦争に従軍したが、ロシア軍の中では将来の見込みがないと考えて、ロシアを離れ他国で仕官することにした。
はじめラウドンが仕官先として考えていたのは発展著しいプロイセン王国であった。ところがフリードリヒ大王と面会する機会を得たものの、ラウドンの容貌が冴えないものであったことから、大王に断られてしまった。ロシアへ戻ることもできず、ラウドンはそのまま南下してウィーンへおもむき、オーストリア軍に仕官した。
ラウドンが任官したのは、一般にトレンク・パンドゥールとして知られるフランツ・フォン・デア・トレンク率いる部隊で、これは一種の非正規戦部隊であった。彼らはオーストリア継承戦争ではシュレージェンやベーメンで大いに活躍したが、同時にこの部隊は容赦ない略奪と残酷な振る舞いで味方からも嫌われていたので、ラウドンもしまいにはこの部隊にいるのに嫌気がさして異動を請い、その後長いあいだ軍政国境地帯のカルロヴィッツで過ごした。

### 七年戦争

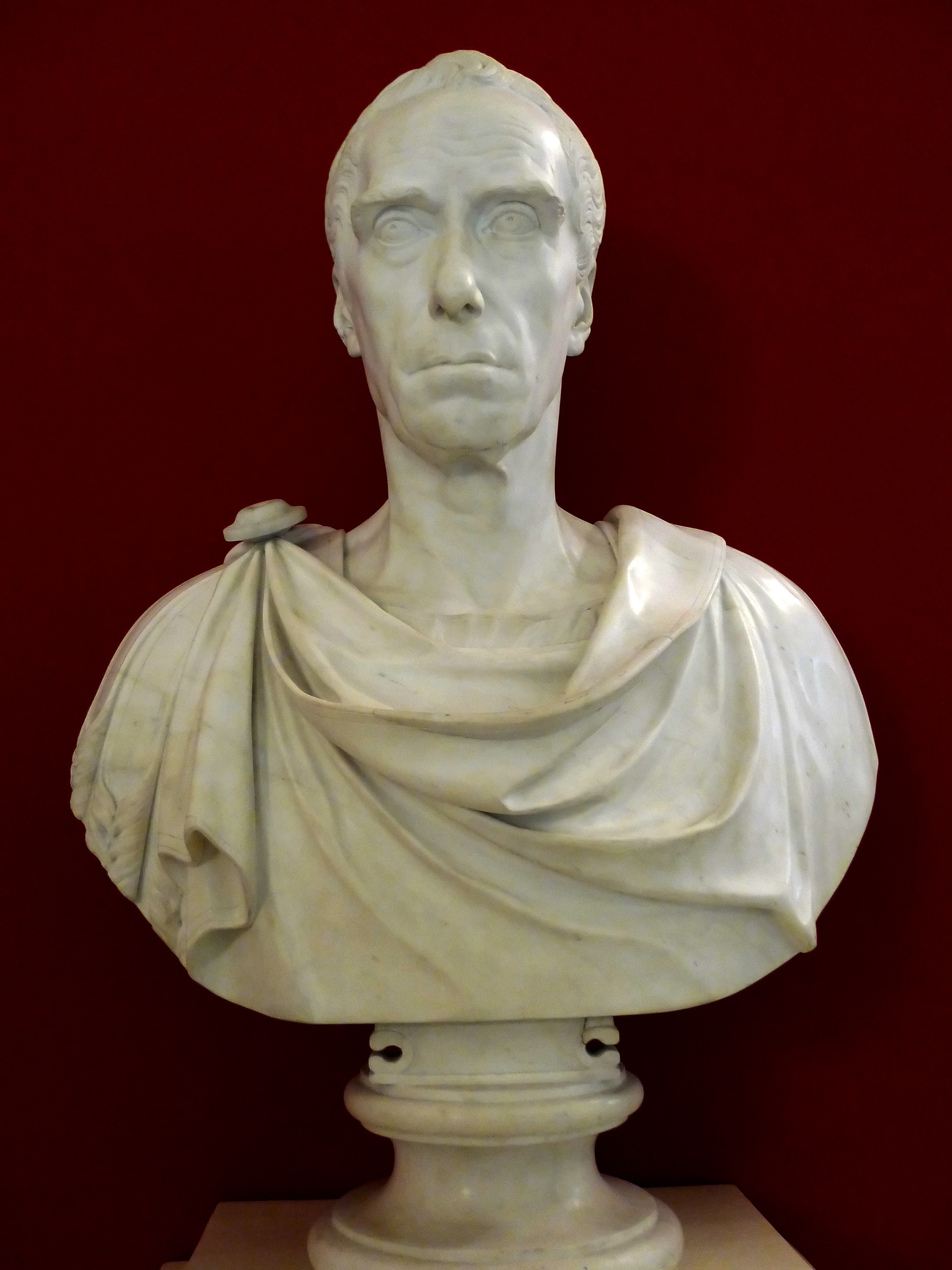
大理石胸像（Giuseppe Ceracchi作）

それまで無名の存在であったラウドンを一躍有名にしたのは七年戦争であった。この戦争が始まるとラウドンはたちまち頭角を現して短い間に昇進を重ね、マリア・テレジア軍事勲章を与えられた。ラウドンはドームシュタットルの戦いで、当時オルミュッツを包囲していたプロイセン軍への一大補給部隊を急襲してプロイセン軍をシュレージェンに引き返させ、ホッホキルヒの戦いでは主将のレオポルト・フォン・ダウンに対して攻撃を主張して、自らはプロイセン陣地に対する払暁攻撃を敢行しオーストリア軍に勝利をもたらした。
ラウドンは活動の鈍重なオーストリア軍にあって攻撃をもっぱらとして、おおいに一般の人気を博した。ドイツやオーストリアの市民たちには俗謡で「ラウドンは来る、ラウドンは攻撃する。～」と歌われたが、これはラウドンを讃えるものであるとともに、慎重居士のダウンに対する当てつけでもあった。こうして、七年戦争後期には一軍を指揮するまでになったラウドンは、一方ではダウンとその指揮方針を巡ってすこぶる対立していた。クーネルスドルフの戦いではロシア軍とともにプロイセン軍に勝利し、グラーツを攻めて占領し、ランデスフートの戦いでも大勝利を得たが、リークニッツの戦いでは大王に敗れた。ラウドンにはもともと独断専行の傾向があり、シュヴァイトニッツ要塞を奇襲攻撃してその攻略に成功したとき（第三次シュヴァイトニッツ包囲戦）には、報告もせず承認も受けずに独断で実行したことで上司のダウンのみならず主君マリア・テレジアの怒りをかってしまい、マリア・テレジアの夫フランツ1世が庇ったおかげでなんとか無事ですんだ。マリア・テレジアはダウンやフランツ・モーリッツ・フォン・ラシに比べて、ラウドンをあまり評価していなかったのである。一方でヨーゼフ2世には高く評価されていた。

### その後の活躍
七年戦争終結後、ラウドンは一度領地を購入して軍を退いていたが、長く経たないうちに呼び戻された。大王がヨーゼフ2世を外交訪問したときには、ラウドンもオーストリアを代表する軍人の一人として同席した。このとき、大王がまだ将軍であったラウドンに「元帥殿、あなたには私の正面よりもむしろ、私の隣に座っていただきたい」と言ったというエピソードが知られている。バイエルン継承戦争ではラシとラウドンでそれぞれ一軍を率いた。墺土戦争ではラシに代わってオーストリア軍の総指揮をとり、ベオグラードを占領した。

## ラウドンに関わる作品・建造物
オーストリアの作曲家フランツ・ヨーゼフ・ハイドンが作曲した『交響曲第69番』はラウドンに献呈されており、この交響曲は『ラウドン将軍』の愛称で呼ばれている。また、ウィーンのペンツィングにラウドンが購入したラウドン宮殿が現存しており、彼の顕彰碑がある。